# Múscul flexor llarg dels dits del peu
El múscul flexor llarg dels dits del peu, (musculus flexor digitorum longus) o múscul flexor llarg comú dels dits del peu, és un dels tres músculs profunds del compartiment posterior de la cama. Els altres músculs profunds són el flexor llarg del dit gros i el tibial posterior; el tibial posterior és el més poderós d'aquests músculs profunds. Els tres músculs estan innervats pel nervi tibial que és una branca del nervi ciàtic.

## Insercions
S'origina en la part mitjana de la cara posterior de la tíbia, per sota de la línia obliqua. El seu tendó descendeix per darrere del mal·lèol intern del turmell, i després es dirigeix cap a davant, al nivell de la vora intern de l'astràgal o per sota d'ell.
A la planta del peu se situa per sota del flexor llarg del dit gros, del qual rep una banda tendinosa. El tendó es divideix en quatre, un per a cada un dels últims quatre dits. El múscul quadrat plantar s'insereix al tendó, prop de la seva divisió, mentre que els lumbricals s'insereixen en els punts de divisió. Cada tendó entra en una beina fibrosa i es dirigeix cap endavant, fins a la seva inserció en la falange distal.
Dins de la beina perfora al tendó del flexor curt plantar que l'acompanya. Tots dos tendons estan embolicats per una beina sinovial, i estan units a les falanges per mesotendons. El flexor comú dels dits dels peus és equivalent al flexor comú profund dels dits en el membre superior.

## Variacions
El flexor llarg accessori dels dits del peu no és infreqüent. S'origina al peroné, la tíbia o la fàscia profunda i acaba en un tendó que, després de passar pel lligament lacinat (retinacle flexor), s'uneix al tendó del flexor llarg o del quadrat plantar.

## Galeria d'imatges

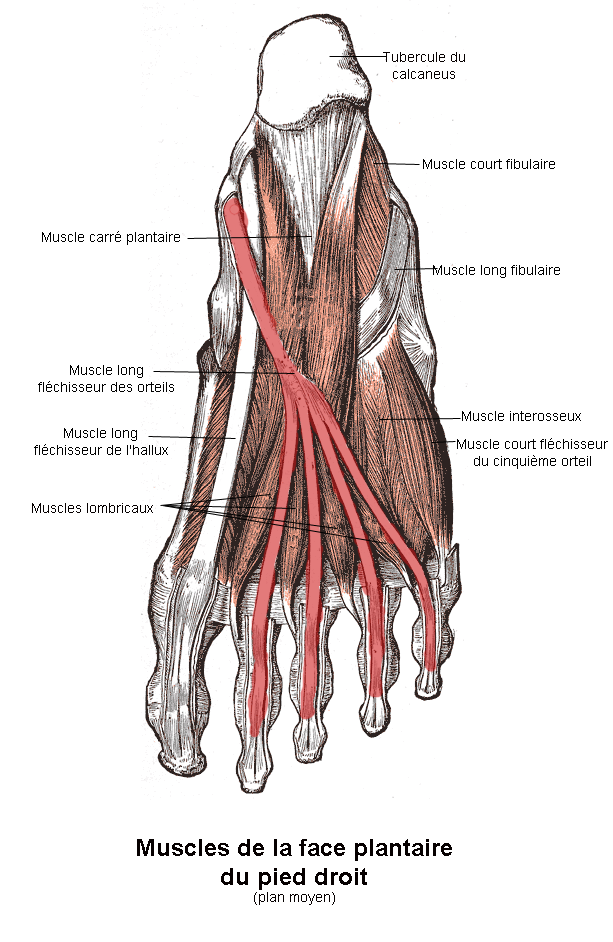
Tendó del múscul a nivell plantar (realçat)
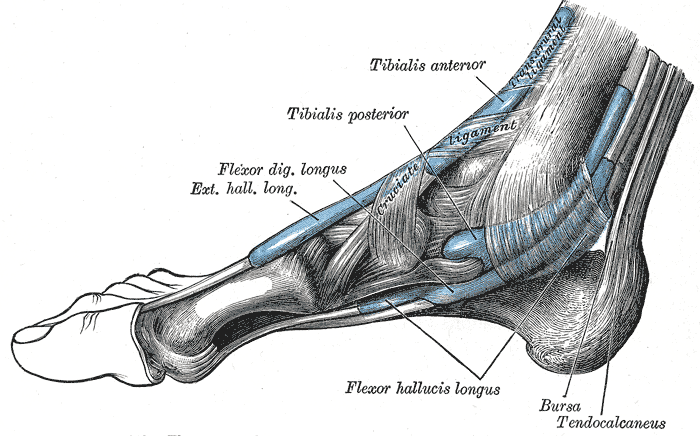
Tendons del peu. Vista medial.
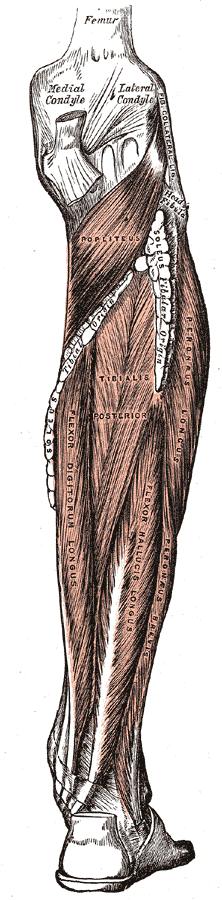
Músculs de la part posterior de la cama. Capa profunda.
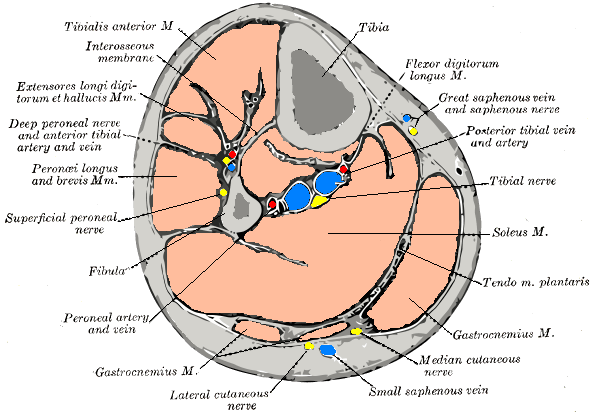
Secció transversal del mig de la cama.
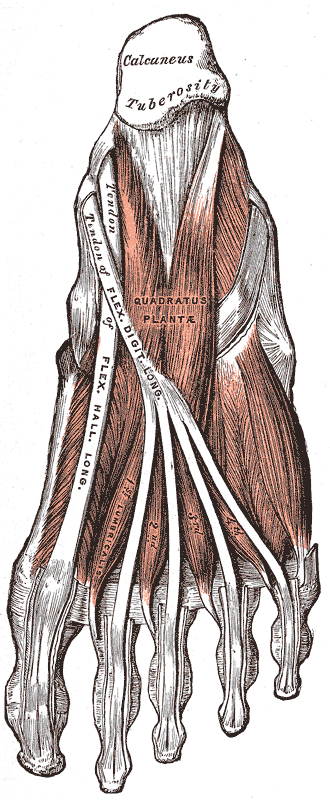
Músculs de la planta del peu. La segona capa.
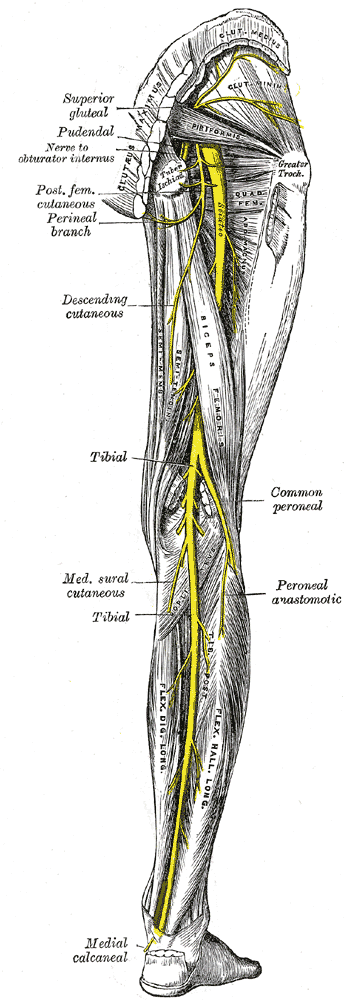
Nervis de l'extremitat inferior dreta. Vista posterior.
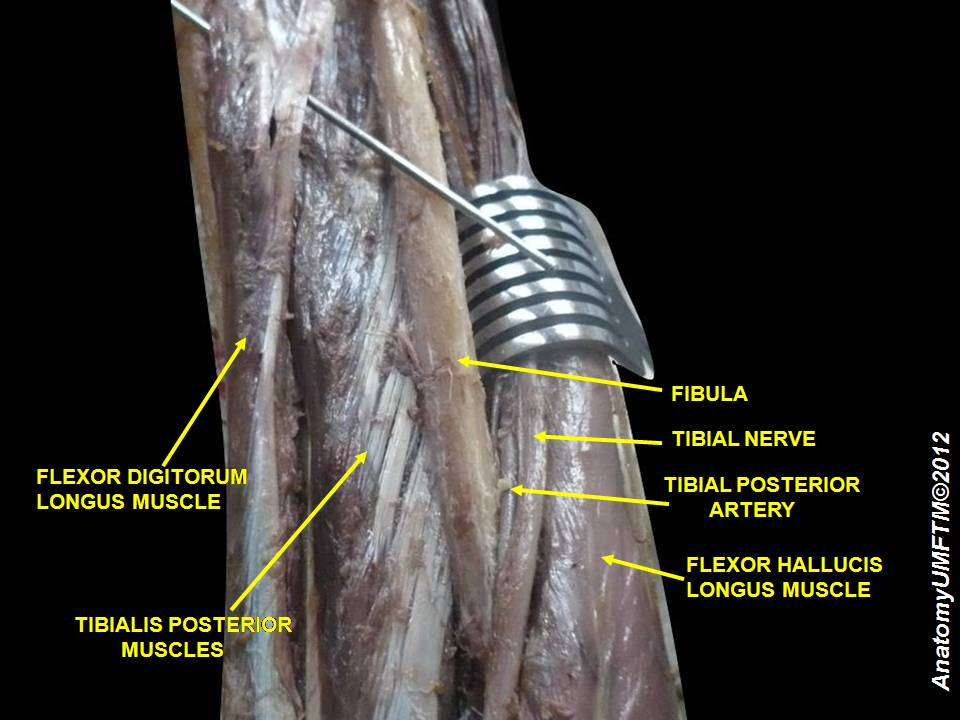
Músculs de la part posterior de la cama. Capa profunda (dissecció)